# جاستن ميلر (لاعب كرة قاعدة)
جاستن ميلر (بالإنجليزية: Justin Miller)‏ هو لاعب كرة قاعدة أمريكي، ولد في 13 يونيو 1987 في بيكرسفيلد في الولايات المتحدة.

## وصلات خارجية
- جاستن ميلر على موقع دوري كرة القاعدة الرئيسي (الإنجليزية)
- جاستن ميلر على موقعبيزبول رفرنس.كوم (الدوري الرئيسي) (الإنجليزية)
- جاستن ميلر على موقعبيزبول رفرنس.كوم (الدوري الثانوي) (الإنجليزية)
- جاستن ميلر على موقع إي إس بي إن.كوم (أم.أل.بي) (الإنجليزية)
- جاستن ميلر على موقع مشجعي الرسوم البيانية (الإنجليزية)